# يو إف سي 2
بطولة القتال النهائي الجزء الثاني (بالإنجليزية: The Ultimate Fighting Championship Part II)‏ (أعيدت تسميته لاحقًا يو إف سي 2: لا مفر (بالإنجليزية: UFC 2: No Way Out)‏) هو حدث لفنون القتال المختلطة نظمته يو إف سي، أُقيم في 11 مارس 1994، على حدائق الماموث في دنفر، كولورادو، الولايات المتحدة.